# Carrera de globos aerostáticos
Carrera de globos aerostáticos es un deporte de exhibición de los Juegos Olímpicos de Verano desde 1900.  Este deporte se basa en manejar un globo desde un inicio hasta una meta, pero normalmente este deporte no puede ser practicado en muchos lugares, ya que depende de ciertas condiciones, como son el clima, la ausencia de edificios altos y rascacielos, viento favorable, etc. 

## Festivales reconocidos
Además existen festivales en los que se practica esta carrera de globos de manera más accesible a la población, donde la gente puede ir y disfrutar de estas esferas flotantes. Como referentes deportivos y culturales, los más reconocidos son el Festival Internacional del Globo, Run Air Fest, Competencia de globos aerostáticos Gordon Bennett y Festival Internacional de Globos de Saga.

## Características
Por lo general, las competencias de globos aerostáticos duran entre cuatro y siete días y antes de comenzar la competencia, el director deportivo enumera a los pilotos de estos globos una serie de pruebas que deben tratar de cumplir para ese vuelo en particular. Quien más rápido realice esas pruebas gana la competición. 

## Pruebas comunes
En las competiciones, alrededor de 25 globos aerostáticos miden las destrezas de los pilotos en las pruebas de navegación, habilidad, táctica y estrategia. El jurado profesional valora las pruebas y no se las comunican al equipo hasta el momento de realizarlas ya en el aire.
- Prueba de la liebre, un globo de la organización hace de cebo y el resto deben de seguirle.
- Prueba de la caja, los pilotos tienen que mantener su globo el mayor tiempo posible dentro de unas coordenadas en el cielo.
- Otra prueba, hay que lanzar un saco al vacío desde una determinada altura, parar e intentar acertar en una diana que hay en el suelo.

## Las aeronaves
Las aeronaves cuentan con una sofisticada tecnología. Dentro de la cesta hay altímetros, GPS, Walki Talkies, generadores de gas, etc. Y es que, desde el aire, la precisión en estos globos es algo muy importante. 
Los globos aerostáticos pueden alcanzar hasta 30 metros de altura y 20 de diámetro. Para volar necesitan unas condiciones de viento suaves o moderadas, no superiores a los 15 kilómetros por hora para poder despegar con seguridad. Ya en el aire, pueden alcanzar los 30 kilómetros por hora y hasta 5.000 metros de altitud, limitada a las condiciones de oxígeno, aunque tanto para vuelos comerciales como para carreras de este tipo se mueven en torno a los 400 metros.

## Pilotos reconocidos
Hay pilotos de talla mundial como:
- El equipo catalán formado por José María y Carlos Lladó, que están en el 'top 5' del mundo y a los que se une un nuevo miembro de esta saga: Neus Lladó.
- Marie- Dominique Oudin, Saint Cyr Sur Loire (Francia).
- Rigal Sylvain, Villeneuve (Francia)
- Blai Carbonell, actual campeón de España,
- La piloto manchega María Luisa Cabañero.
- El veterano piloto Valentín Menéndez Cadavieco, autor del 'Manual de Aerostación', uno de los libros referentes en el pilotaje de aerostáticos en España.